# Ali Negab
Ali Negab, né le 1er janvier 1946 à Tigounatine en Haute Kabylie, est un boxeur algérien évoluant dans la catégorie des poids légers et entraineur au Boxing Club Wasquehal.

## Biographie

### Enfance, formation et débuts

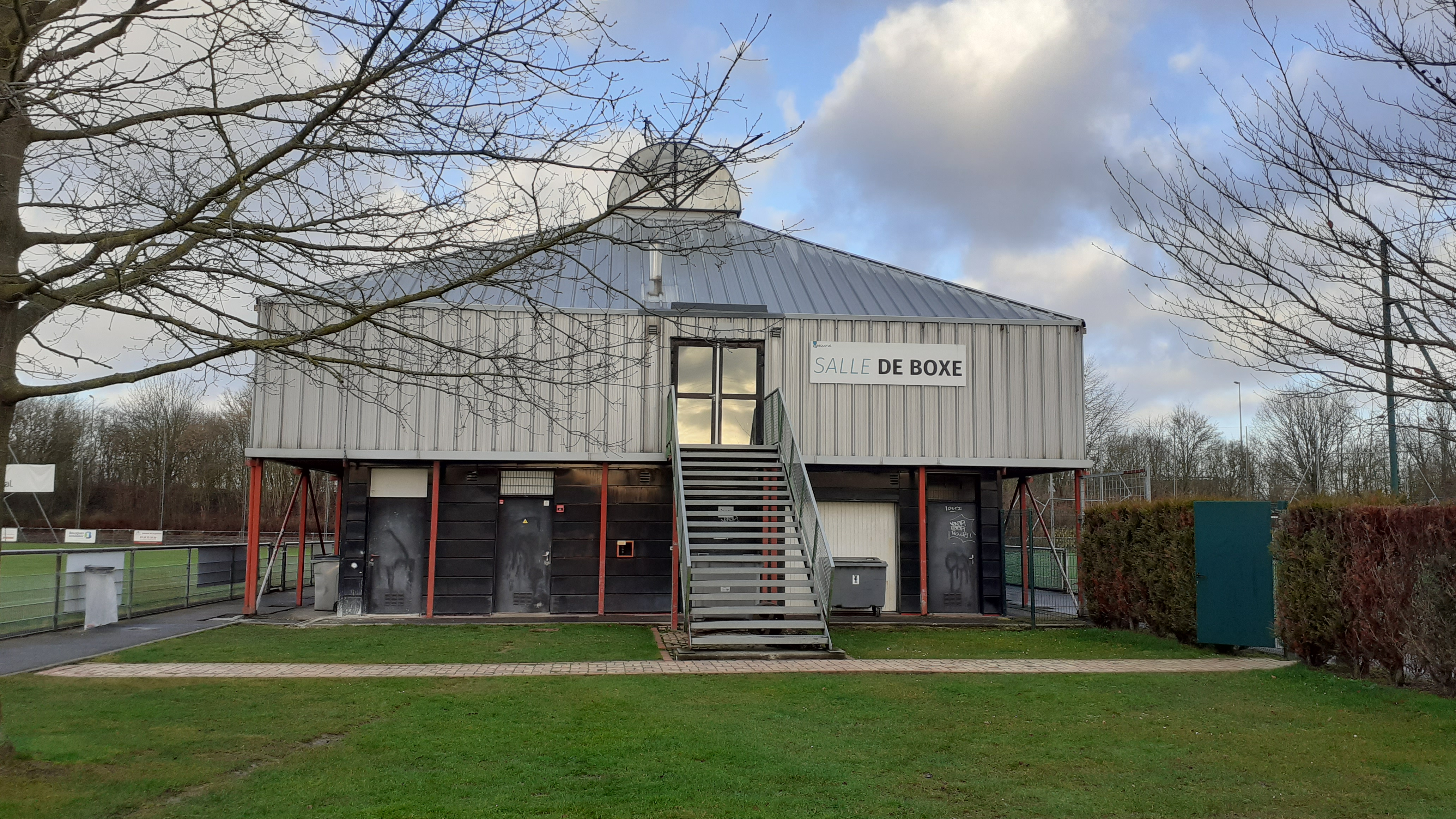
Le Boxing Club de Wasquehal où entraine Ali Negab.

À 15 ans, il s'inscrit au Boxing club colonial de Roubaix où entraine l'ancien boxeur poids super-plumes sénégalais Mamadou Michel N'Diaye surnommé la panthère noire, mousse devenu boxeur puis guérisseur. Il quitte la France à 17 ans puis revient quelques années plus tard pour reprendre la boxe auprès de Mamadou Michel N'Diaye.

### Carrière de boxeur
Avec 108 combats amateurs à son actif, dont 79 victoires, il a été sacré plusieurs fois champion départemental. Ali n'est en revanche pas passé professionnel car il n'avait pas la nationalité française : "Je n'ai pas de titre, parce que j'avais la nationalité algérienne".

### Carrière d'entraineur

#### Début au Boxing Club Roubaix
Il passe entraineur en 1979 à Roubaix. 

#### Passage au BC Wasquehal
Il quitte Roubaix la ville pour entraîner en 1982 au Boxing club de Wasquehal. 

#### L'âge d'or du BC Wasquehal
Il y entraine entre autres avec l'aide d'Eugène Bronier, Eric Gauthier (Poids moyens), Didier Macrez (champion de France amateurs des mi-lourds en 1985), Areski Bakir (Poids super-plumes)
, Bagdad Touama (challengeur européen poids super-coqs en 1995), des boxeurs qui représentèrent le BC Wasquehal dans les années 1980 et 1990.

#### Premiers succès européens
En 2002, il accueille dans le club, Karim Chakim, boxeur amateur (Poids super-plumes) et le fait passer professionnel en 2003. Ce dernier après avoir remporté la coupe de la ligue en 2004, s’illustre au niveau européen en remportant le championnat Intercontinental IBF poids super-plumes en 2006 et le championnat de l'Union Européenne poids super-plumes EBU-BU en 2010. Karim Chakim remporte ensuite le titre de champion de France à 6 reprise.

## Principaux résultats d'entraineur
- Didier Macrez, champion de France amateurs des mi-lourds en 1985 et vainqueur du tournoi de France 1986.
- Areski Bakir, champion de France en poids super-plumes de 1991 à 1993, challenger EBU européen en 1993 et champion d'Afrique en 1994.
- Bagdad Touama, challengeur européen EBU des poids super-coqs en 1995, challengeur  intercontinental WBA en 1998 et finaliste du championnat de France des poids mouches en 1996.
- Karim Chakim, vainqueur de la coupe de la ligue 2004, champion Intercontinental IBF 2006, champion de France à six reprises entre 2007 et 2010, challenger WBC méditerranéen en 2007, champion de l'union européenne EBU-BU 2010 et  challenger  WBA International en 2014.

## Décorations et titres

### Décorations françaises
- Chevalier de l'ordre national du Mérite[5],[6].

### Titres honorifiques
- Wask d'honneur